# Gene Ammons
Eugene Ammons, detto Gene Ammons o Jug Ammons (Chicago, 14 aprile 1925 – Chicago, 6 agosto 1974), è stato un sassofonista statunitense.

## Biografia
Figlio del pianista boogie-woogie Albert Ammons, cominciò a suonare e ad incidere proprio con il padre.
La carriera di Ammons prese quota quando entrò nell'orchestra del trombettista King Kolax nel 1943, quando aveva appena diciott'anni. In seguito fu con le orchestre di Billy Eckstine e Woody Herman rispettivamente nel 1944 e nel 1949. Nel 1950 formò un duo con Sonny Stitt. La sua carriera fu fermata da due severe condanne, per possesso di droga, dal 1958 al 1960, e poi dal 1962 al 1969 (la condanna originale era di 15 anni).
Ammons, il cui stile fu influenzato soprattutto da Lester Young e Ben Webster, fu con Von Freeman uno dei fondatori della scuola di Chicago per il sax tenore. Era dotato di una voce strumentale potente ed espressiva e godette di una grande popolarità fra gli appassionati. Per la sua seconda condanna, gli fu permesso di portare con sé lo strumento e scrisse una gran quantità di pezzi quando era in cella.

## Discografia
come Leader o Co-Leader
- 1947-1949 - Light, Bluesy, and Moody (Wing Records, MGW 12156)
- 1947-1949 - Jug Sessions (EmArcy, EMS 2-400)
- 1947-1952-1953 - Red Top (Savoy Records, SJL 1103)
- 1948-1950-1951 - Jug and Sonny (Chess Records, LP 1445) con Sonny Stitt
- 1948-1949-1950-1951 - Early Visions (Cadet Records, 2CA 60038)
- 1949-1950-1951 - The Soulful Saxophone of Gene Ammons (Chess Records, LP 1442)
- 1950 - Blues Up and Down, Volume 1 (Prestige Records, PR 7823)
- 1950-1951-1955 - All Star Sessions (Prestige Records, PRLP 7050)
- 1950-1951-1954-1955 - The Gene Ammons Story: The 78 Era (Prestige Records, P 24058)
- 1950 - Tenor Sax Favorites, Volume 1 (Prestige Records, PRLP 112)
- 1951 - Tenor Sax Favorites, Volume 2 (Prestige Records, PRLP 127)
- 1951 - Tenor Sax Favorites, Volume 3 (Prestige Records, PRLP 149)
- 1952-1953 - The Golden Saxophone of Gene Ammons (Savoy Records, MG 14033)
- 1954-1955-1962 - Sock! (Prestige Records, PR 7400)
- 1956 - The Happy Blues (Prestige Records, PRLP 7039)
- 1956 - Jammin' with Gene (Prestige Records, PRLP 7060)
- 1957 - Funky (Prestige Records, PRLP 7083)
- 1957 - Jammin' in Hi-Fi with Gene Ammons (Prestige Records, PRLP 7110)
- 1958 - The Big Sound (Prestige Records, PRLP 7132)
- 1958 - Groove Blues (Prestige Records, PRLP 7201)
- 1958 - Blue Gene (Prestige Records, PRLP 7146)
- 1958 - The Swingin'est (Vee-Jay Records, VJLP 1005) con Bennie Green
- 1960 - Boss Tenor (Prestige Records, PRLP 7180)
- 1960-1962 - Angel Eyes (Prestige Records, PR 7369)
- 1960-1961-1962 - Velvet Soul (Prestige Records, PRLP 7320)
- 1961 - Nice an' Cool (Moodsville Records, MVLP 18)
- 1961 - Jug (Prestige Records, PRLP 7192)
- 1961-1962 - Late Hour Special (Prestige Records, PRLP 7287)
- 1961-1962 - Soul Summit, Volume 2 (Prestige Records, PRLP 7275) con Etta Jones e Jack McDuff
- 1961 - Groovin' with Jug (Pacific Jazz Records, PJ-32) con Richard Holmes
- 1961 - Dig Him! (Argo Records, LP 697) con Sonny Stitt
- 1961 - Boss Tenors: Straight Ahead from Chicago August 1961 (Verve Records, V/V6 8426) con Sonny Stitt
- 1961 - Just Jug (Argo LP 698)
- 1961 - Up Tight! (Prestige Records, PRLP 7208)
- 1961 - Boss Soul! (Prestige Records, PR 7445)
- 1961 - Twisting the Jug (Prestige Records, PRLP 7238) con Joe Newman e Jack McDuff
- 1962 - Brother Jack Meets the Boss (Prestige Records, PRLP 7228) con Jack McDuff
- 1962 - Soul Summit (Prestige Records, PRLP 7234) con Sonny Stitt e Jack McDuff
- 1962 - Boss Tenors in Orbit (Verve Records, V/V6 8468) con Sonny Stitt
- 1962 - The Soulful Moods of Gene Ammons (Moodsville Records, MVLP 28)
- 1962 - Blue Groove (Prestige Records, MPP 2514)
- 1962 - Preachin' (Prestige Records, PRLP 7270)
- 1962 - Jug & Dodo (Prestige Records, PR 24021) con Dodo Marmarosa
- 1962 - Bad! Bossa Nova (Prestige Records, PRLP 7257)
- 1962 - Swinging the Jugg (Roots Records, 1002)
- 1969 - The Boss Is Back! (Prestige Records, PR 7862)
- 1969 - Brother Jug! (Prestige Records, PR 7792)
- 1970 - Night Lights (Prestige Records, PR 7862)
- 1970 - The Chase! (Prestige Records, PR 10010) con Dexter Gordon
- 1970 - The Black Cat! (Prestige Records, PR 10006)
- 1971 - You Talk That Talk! (Prestige Records, PR 10019) con Sonny Stitt
- 1971 - My Way (Prestige Records, PR 10022)
- 1971 - Chicago Concert (Prestige Records, 10065) con James Moody
- 1972 - Free Again (Prestige Records, PR 10040)
- 1972 - Got My Own (Prestige Records, P 10058)
- 1972 - Big Bad Jug (Prestige Records, P 10070)
- 1973 - God Bless Jug and Sonny (Prestige Records, PRCD 11019-2) con Sonny Stitt
- 1973 - Left Bank Encores (Prestige Records, PRCD 11022-2) con Sonny Stitt
- 1973 - Gene Ammons and Friends at Montreux (Prestige Records, P 10078)
- 1973 - Gene Ammons in Sweden (Enja Records, 3093)
- 1973 - Brasswind (Prestige Records, P 10080)
- 1973 - Together Again for the Last Time (Prestige Records, P 10100) con Sonny Stitt
- 1974 - Goodbye (Prestige Records, P 10093)[1]

## Collaborazioni
Ammons collaborò con molti musicisti, tra i quali
- Pepper Adams
- Cannonball Adderley
- Nat Adderley
- Albert Ammons
- Ray Barretto
- Count Basie
- Walter Bishop Jr.
- Art Blakey
- Kenny Burrell
- Donald Byrd
- Candido
- Ron Carter
- Paul Chambers
- Kenny Clarke
- Johnny Coles
- John Coltrane
- Bob Cranshaw
- Art Davis
- Lou Donaldson
- Billy Eckstine
- Art Farmer
- Tommy Flanagan
- George Freeman
- Jimmy Giuffre
- Dexter Gordon
- Bennie Green
- Sir Roland Hanna
- Hampton Hawes
- Woody Herman
- Etta Jones

- Hank Jones
- Jo Jones
- Sam Jones
- Duke Jordan
- Harold Mabern
- Junior Mance
- Dodo Marmarosa
- Jack McDuff
- Jackie McLean
- Idris Muhammad
- Oliver Nelson
- Leo Parker
- Don Patterson
- Charlie Persip
- Houston Person
- Bucky Pizzarelli
- Tommy Potter
- Paul Quinichette
- Rufus Reid
- Jerome Richardson
- Johnny "Hammond" Smith
- Sonny Stitt
- Clark Terry
- Ed Thigpen
- Arthur Taylor
- Mal Waldron
- Doug Watkins
- Frank Wess
- Buster Williams